# Campeonato Argentino de Futebol de 2023 – Quarta Divisão (Primera C)
A Primera C do Campeonato Argentino de Futebol de 2023, também conhecida oficialmente como Campeonato de Primera División "C" 2023 ou simplesmente como Primera C de 2023, foi a 38.ª temporada da Primera C (a 91.ª temporada como Primera C e a 117ª edição da quarta divisão para clubes afiliados), certame equivalente à quarta divisão do Campeonato Argentino de Futebol para os clubes diretamente afiliados à Associação do Futebol Argentino (AFA).
O certame foi organizado pela Associação do Futebol Argentino (AFA), entidade máxima do futebol argentino, e foi disputado entre 27 de janeiro e 25 de novembro de 2023.
A competição foi disputada por 19 times: 17 deles que permaneceram da temporada de 2022, e entre os novos participantes, temos a chegada do Yupanqui, promovido da Primera D de 2022, que estreará na competição, e do Justo José de Urquiza, rebaixado da Primera B de 2022.
Com uma vantagem de um gol, o Excursionistas venceu o San Martín de Burzaco pelo jogo de desempate da primeira posição da Primera C do Campeonato Argentino de 2023. O time da casa marcou o único gol do jogo aos 24 minutos do segundo tempo, por intermédio de Juan Cruz Villagra no Estádio Único Diego Armando Maradona. Com esse resultado, o Excursionistas conseguiu o título da quarta divisão da temporada. Além do campeão, San Martín (B) (vice-campeão) e Deportivo Laferrere (3º colocado) também foram promovidos à Primera B de 2024.
Em 25 de novembro de 2023, o Ferrocarril Midland venceu o "torneio reduzido" pela quarta e última vaga na Primera B Metropolitana da temporada de 2024, vencendo o Liniers por 2–0 na ida e 3–1 na volta da final, e conseguindo a promoção à terceira divisão do futebol argentino. A equipe de Libertad voltou à divisão de bronze argentina após 26 anos. A última vez foi na temporada de 1996–97.

## Regulamento
A competição é disputada no sistema de todos contra todos [pontos corridos], em dois turnos, ida [turno] e volta [returno].
| Acessos — Promoções |
| --- |
| O clube que ocupar a primeira posição da classificação geral ao final da temporada regular [turno e returno] será declarado campeão e será promovido para a Primera B de 2024, a terceira divisão do futebol argentino, assim como, os dois clubes que ocuparem as duas posições seguintes [2.º e 3.º lugar]. Os times que ocuparem do quarto ao décimo primeiro lugar disputarão um torneio "mata-mata" [Torneo Reducido] pela quarta vaga na Primera B de 2024. |
| Descensos — Rebaixamentos |
| Não haverá rebaixamentos, já que, a partir da temporada de 2024, a quarta divisão será mesclada com a Primera D [quinta divisão]. Por sua vez, os times que terminarem nas duas últimas posições na classificação final ficarão impedidas de ascender na dita temporada. |
| Classificação para a Copa da Argentina de 2024 |
| O campeão do torneio, os dois melhores da classificação geral e o vencedor do "mata-mata" participarão da Copa da Argentina de 2024. |

## Participantes
| Equipe              | Cidade                | Estádio (mando)       | Situação final em 2022              |
| ------------------- | --------------------- | --------------------- | ----------------------------------- |
| Atlas               | General Rodríguez     | Ricardo Puga          | Oitavas de final do Torneo Reducido |
| Berazategui         | Berazategui           | Norman Lee            | Oitavas de final do Torneo Reducido |
| Central Córdoba     | Rosário               | Gabino Sosa           | 11.º lugar no geral                 |
| Claypole            | Claypole              | Rodolfo Capocasa      | Semifinalista do Torneo Reducido    |
| Deportivo Español   | Buenos Aires          | Nueva España          | Quartas de final do Torneo Reducido |
| Deportivo Laferrere | Gregorio de Laferrere | Ciudad de Laferrere   | Semifinalista do Torneo Reducido    |
| Excursionistas      | Buenos Aires          | Excursionistas        | Oitavas de final do Torneo Reducido |
| Ferrocarril Midland | Libertad              | Ciudad de Libertad    | Finalista do Torneo Reducido        |
| General Lamadrid    | Buenos Aires          | Enrique Sexto         | 14.º lugar no geral                 |
| J. J. de Urquiza    | Loma Hermosa          | Ramón Roque Martín    | Rebaixado da Primera B de 2022      |
| Leandro N. Alem     | General Rodríguez     | Leandro N. Alem       | 15.º lugar no geral                 |
| Liniers             | San Justo             | Juan Antonio Arias    | 12.º lugar no geral                 |
| Luján               | Luján                 | 1.º de Abril          | 13.º lugar no geral                 |
| Puerto Nuevo        | Campana               | Rubén Carlos Vallejos | 16.º lugar no geral                 |
| Real Pilar          | Pilar                 | Carlos Barraza        | Quartas de final do Torneo Reducido |
| San Martín          | Burzaco               | Francisco Boga        | 18.º lugar no geral                 |
| Sportivo Italiano   | Ciudad Evita          | República de Italia   | Oitavas de final do Torneo Reducido |
| Victoriano Arenas   | Valentín Alsina       | Saturnino Moure       | 17.º lugar no geral                 |
| Yupanqui            | Ciudad Evita          | Yupanqui              | Campeão da Primera D de 2022        |

| Fonte: AFA (em castelhano) |

### Distribuição geográfica
| Região                                | Total | Clubes |
| ------------------------------------- | ----- | --- |
| Grande Buenos Aires                   | 11    | Atlas, Berazategui, Claypole, Deportivo Laferrere, Ferrocarril Midland, J. J. de Urquiza, Liniers, San Martín de Burzaco, Sportivo Italiano, Victoriano Arenas e Yupanqui |
| Interior da Província de Buenos Aires | 4     | Leandro N. Alem, Luján, Puerto Nuevo e Real Pilar |
| Cidade de Buenos Aires                | 3     | Deportivo Español, Excursionistas e General Lamadrid |
| Cidade de Rosário                     | 1     | Central Córdoba |

| Fonte: AFA (em castelhano) |

## Classificação
- Atualização: 10 de outubro de 2023.

| Pos | Equipes             | Pts | J  | V  | E  | D  | GP | GC | SG  |
| --- | ------------------- | --- | -- | -- | -- | -- | -- | -- | --- |
| 1º  | Excursionistas      | 64  | 36 | 18 | 10 | 8  | 52 | 32 | 20  |
| 1º  | San Martín Burzaco  | 64  | 36 | 19 | 7  | 10 | 55 | 44 | 11  |
| 3º  | Deportivo Laferrere | 61  | 36 | 18 | 7  | 11 | 39 | 26 | 13  |
| 4º  | Liniers             | 60  | 36 | 17 | 9  | 10 | 40 | 30 | 10  |
| 5º  | Ferrocarril Midland | 59  | 36 | 17 | 8  | 11 | 52 | 41 | 11  |
| 6º  | Sportivo Italiano   | 58  | 36 | 16 | 10 | 10 | 39 | 32 | 7   |
| 7º  | J. J. de Urquiza    | 57  | 36 | 17 | 6  | 13 | 44 | 31 | 13  |
| 8º  | Claypole            | 56  | 36 | 15 | 11 | 10 | 38 | 25 | 13  |
| 9º  | General Lamadrid    | 53  | 36 | 15 | 8  | 13 | 44 | 41 | 3   |
| 10º | Atlas               | 50  | 36 | 14 | 8  | 14 | 47 | 42 | 5   |
| 11º | Real Pilar          | 50  | 36 | 14 | 8  | 14 | 36 | 36 | 0   |
| 12º | Luján               | 49  | 36 | 13 | 10 | 13 | 31 | 27 | 4   |
| 13º | Deportivo Español   | 49  | 36 | 13 | 10 | 13 | 40 | 37 | 3   |
| 14º | Berazategui         | 44  | 36 | 12 | 8  | 16 | 38 | 42 | −4  |
| 15º | Central Córdoba (R) | 41  | 36 | 9  | 14 | 13 | 28 | 37 | −9  |
| 16º | Leandro N. Alem     | 36  | 36 | 9  | 9  | 18 | 24 | 40 | −16 |
| 17º | Puerto Nuevo        | 34  | 36 | 8  | 10 | 18 | 29 | 47 | −18 |
| 18º | Victoriano Arenas   | 31  | 36 | 7  | 10 | 19 | 26 | 53 | −27 |
| 19º | Yupanqui            | 25  | 36 | 6  | 7  | 23 | 23 | 62 | −39 |

|  | 0Partida de desempate pelo título. Promovidos para a Primera B de 2024 e para a Copa da Argentina de 2024 |
|  | 0Promovido para a Primera B de 2024 de 2024 e classificado para a Copa da Argentina de 2024               |
|  | 0Classificado para o "mata-mata" pelo quarto acesso à Primera B de 2024                                   |
|  | 0Estarão impedidos de serem promovidos na próxima temporada.                                              |

| Fonte: Soccerway — AFA — ESPN — TyC Sports — Olé — Solo Ascenso — Promiedos — Mundo Ascenso |

## Final
| \| Sábado, 14 de outubro \| Excursionistas \| 1 — 0 \| San Martín Burzaco \| La Plata \| \| \| 15:00 \| - Juan Cruz Villagra 69' \| AFA TyC Sports Olé ESPN \| \| Estádio: Único Diego Maradona Árbitro: Jonathan De Oto \| \| |                          |                         |                    |                                                        |  |
| Sábado, 14 de outubro | Excursionistas           | 1 — 0                   | San Martín Burzaco | La Plata                                               |  |
| 15:00 | - Juan Cruz Villagra 69' | AFA TyC Sports Olé ESPN |                    | Estádio: Único Diego Maradona Árbitro: Jonathan De Oto |  |

## Fase eliminatória

### Quartas de final doTorneo Reducidopelo quarto acesso à Primera B
| Chave | Equipe 1             | Agregado         | Equipe 2          | Jogo 1 | Jogo 2 |
| ----- | -------------------- | ---------------- | ----------------- | ------ | ------ |
| 1     | Liniers0             | 3 — 2            | 0Real Pilar       | 2 — 1  | 1 — 1  |
| 2     | Ferrocarril Midland0 | 6 — 1            | 0Atlas            | 1 — 1  | 5 — 0  |
| 3     | Sportivo Italiano0   | 3 — 3 (5–4 pen.) | 0General Lamadrid | 1 — 1  | 2 — 2  |
| 4     | J. J. de Urquiza0    | 7 — 1            | 0Claypole         | 3 — 1  | 4 — 0  |

| 14 de outubro | Real Pilar                | 1 — 2     | Liniers                                             | Pilar                                                  |  |
| 15:30         | - Mathías Crocco 38' (p.) | Relatório | - Julián Rodríguez Seguer 55' - Rodrigo Dimotta 60' | Estádio: Municipal de Pilar Árbitro: Gabriel Gutiérrez |  |

| 14 de outubro | Atlas                 | 1 — 1     | Ferrocarril Midland    | General Rodríguez                            |  |
| 15:30         | - Braian Ceballos 87' | Relatório | - Francisco Molina 50' | Estádio: Ricardo Puga Árbitro: Fernando Cruz |  |

| 14 de outubro | General Lamadrid            | 1 — 1     | Sportivo Italiano   | Buenos Aires                                 |  |
| 15:30         | - Claudio Campostrini 45+3' | Relatório | - Franco Benítez 6' | Estádio: Enrique Sexto Árbitro: Lucas Brumer |  |

| 14 de outubro | Claypole                 | 1 — 3     | J. J. de Urquiza                                                    | Claypole                                                 |  |
| 15:30         | - Sergio Acosta 10' (p.) | Relatório | - Gastón Cueto 68' - José Villalba 87' - Cristian Rivero 90+3' (p.) | Estádio: Rodolfo Vicente Capocasa Árbitro: Damián Rubino |  |

| 28 de outubro | Sportivo Italiano                                   | 2 — 2     | General Lamadrid                    | Ciudad Evita                                          |  |
| 15:30         | - Valentin Robaldo 49' (p.) - Alejandro Noriega 70' | Relatório | - Matías Ruiz 7' - Santiago Apa 59' | Estádio: República de Italia Árbitro: Jonathan De Oto |  |

| 29 de outubro | Liniers                | 1 — 1     | Real Pilar         | San Justo                                             |  |
| 15:30         | - Antonio Samaniego 4' | Relatório | - Ariel Torres 83' | Estádio: Juan Antonio Arias Árbitro: Guido Mascheroni |  |

| 29 de outubro | J. J. de Urquiza                                                                  | 4 — 0     | Claypole | Tres de Febrero                                      |  |
| 15:30         | - Antony Alonso 10' - Nehuén Montoya 14' - Cristian Rivero 61' - Gastón Cueto 86' | Relatório |          | Estádio: Ramón Roque Martín Árbitro: Sebastián Habib |  |

| 29 de outubro | Ferrocarril Midland                                                            | 5 — 0     | Atlas | Libertad                                            |  |
| 17:00         | - Gonzalo Vivanco 45+19' (p.), 67' - Ariel Siliman 54' - Alan Visco 71', 90+2' | Relatório |       | Estádio: Ciudad de Libertad Árbitro: Nicolás Kresta |  |

### Semifinal doTorneo Reducidopelo quarto acesso à Primera B
| Chave | Equipe 1             | Agregado | Equipe 2           | Jogo 1 | Jogo 2 |
| ----- | -------------------- | -------- | ------------------ | ------ | ------ |
| 1     | Liniers0             | 2 — 1    | 0J. J. de Urquiza  | 1 — 0  | 1 — 1  |
| 2     | Ferrocarril Midland0 | 2 — 0    | 0Sportivo Italiano | 1 — 0  | 1 — 0  |

| 5 de novembro | J. J. de Urquiza | 0 — 1     | Liniers            | Tres de Febrero                                         |  |
| 15:30 (UTC−3) |                  | Relatório | - Ariel Torres 86' | Estádio: Ramón Roque Martín Árbitro: Nicolás Mastroieni |  |

| 5 de novembro | Sportivo Italiano | 0 — 1     | Ferrocarril Midland    | Ciudad Evita                                         |  |
| 15:30 (UTC−3) |                   | Relatório | - Francisco Molina 79' | Estádio: República de Italia Árbitro: Marcos Recalde |  |

| 12 de novembro | Liniers                | 1 — 1     | J. J. de Urquiza    | San Justo                                         |  |
| 15:30 (UTC−3)  | - Santiago Palacio 63' | Relatório | - José Villalba 76' | Estádio: Juan Antonio Arias Árbitro: Julián Jerez |  |

| 12 de novembro | Ferrocarril Midland   | 1 — 0     | Sportivo Italiano | Libertad                                              |  |
| 17:00 (UTC−3)  | - Francisco Molina 6' | Relatório |                   | Estádio: Ciudad de Libertad Árbitro: Guido Mascheroni |  |

### Final doTorneo Reducidopelo quarto acesso à Primera B
| Chave | Equipe 1 | Agregado | Equipe 2             | Jogo 1 | Jogo 2 |
| ----- | -------- | -------- | -------------------- | ------ | ------ |
|       | Liniers0 | 1 — 5    | 0Ferrocarril Midland | 0 — 2  | 1 — 3  |

| 20 de novembro | Ferrocarril Midland                         | 2 — 0     | Liniers | Libertad                                               |  |
| 17:00 (UTC−3)  | - Nahuel Icazatti 15' - Franco Méndez 90+8' | Relatório |         | Estádio: Ciudad de Libertad Árbitro: Wenceslao Meneses |  |

| 25 de novembro | Liniers              | 1 — 3     | Ferrocarril Midland                                                       | San Justo                                            |  |
| 17:00 (UTC−3)  | - Nicolás Varela 78' | Relatório | - Gonzalo Vivanco 20' (p.]]) - Francisco Molina 56' - Ignacio Ruano 90+2' | Estádio: Juan Antonio Arias Árbitro: Gonzalo Pereira |  |

### Premiação doTorneo Reducido
| "Torneo Reducido" da Primera División C de 2023                                   |
| --------------------------------------------------------------------------------- |
| Club Atlético Ferrocarril Midland Vencedor Promovido à Primera División B de 2024 |

## Estatísticas

### Artilharia
| Posição | Jogador             | Equipe              | Total   |
| ------- | ------------------- | ------------------- | ------- |
| 1º      | Antony Alonso       | J. J. de Urquiza    | 17 gols |
| 1º      | Gonzalo Vivanco     | Ferrocarril Midland | 17 gols |
| 3º      | Leonel Barrios      | Excursionistas      | 15 gols |
| 3º      | Francisco Molina    | Ferrocarril Midland | 15 gols |
| 5º      | Claudio Campostrini | General Lamadrid    | 14 gols |
| 5º      | Rodrigo Sánchez     | Luján               | 14 gols |
| 7º      | Marcos Landaburu    | Atlas               | 13 gols |
| 8º      | Fernando Maldonado  | Atlas               | 12 gols |
| 8º      | Valentín Robaldo    | Sportivo Italiano   | 12 gols |
| 10º     | Rodrigo Hernández   | Real Pilar          | 11 gols |

| Fonte: AFA — TyC Sports — Soccerway — Solo Ascenso — Mundo Ascenso |

## Premiação
| Primera División C de 2023 Quarta Divisão do Campeonato Argentino de Futebol                |
| ------------------------------------------------------------------------------------------- |
| Club Atlético Excursionistas Campeão (2º título da Primera C) (2º título da quarta divisão) |